# 김생민의 영수증
《김생민의 영수증》은 KBS 2TV로 방송되었던 한국방송공사의 텔레비전 프로그램이다. 김생민의 미투 논란으로 폐지되었다.

## 역사
- 2017년 11월 26일 ~ 2018년 1월 28일 : 매주 일요일 오전 10시 45분에 70분 압축하여 정규 편성되었다.
- 2018년 3월 4일 ~ 2018년 4월 1일 : 매주 일요일 오전 10시 45분에 75분 압축하여 정규 편성되었다.
- 김생민의 미투 논란으로 프로그램을 폐지되었다.

- 프로그램 폐지 이후, 2021년 KBS 조이에서 국민 영수증을 편성한 바 있다.

## 방송 시간
| 방송 채널 | 방송 기간                          | 방송 시간                      | 방송 분량 | 비고 |
| --------- | ---------------------------------- | ------------------------------ | --------- | ---- |
| KBS 2TV   | 2017년 11월 26일 ~ 2018년 1월 28일 | 매주 일요일 오전 10:30 ~ 11:40 | 70분      |      |
| KBS 2TV   | 2018년 3월 4일 ~ 2018년 4월 1일    | 매주 일요일 오전 10:45 ~ 12:00 | 75분      |      |

## 시청률

### 2017년
| 회차 | 방송일    | 전국 시청률 | 게스트 | 출장 영수증 |
| ---- | --------- | ----------- | ------ | ----------- |
| 1회  | 11월 26일 | 4.8%        | 김지민 | 정상훈      |
| 2회  | 12월 3일  | 4.7%        | 권혁수 | 김숙        |
| 3회  | 12월 10일 | 5.7%        | 정시아 | 장항준      |
| 4회  | 12월 17일 | 4.4%        | 하재숙 | 박성광      |
| 5회  | 12월 24일 | 4.9%        | 이지혜 | 신영일      |
| 6회  | 12월 31일 | 6.5%        | 박지선 | 윤정수      |

### 2018년
| 회차 | 방송일   | 전국 시청률 | 게스트 | 출장 영수증    |
| ---- | -------- | ----------- | ------ | -------------- |
| 7회  | 1월 7일  | 6.3%        | 이승신 | 강유미         |
| 8회  | 1월 14일 | 5.0%        | 이지혜 | 슬리피         |
| 9회  | 1월 21일 | 6.0%        | 안영미 | 김신영         |
| 10회 | 1월 28일 | 5.4%        | 신봉선 | 김종민         |
| 11회 | 3월 4일  | 5.1%        | 이혜정 | 한혜연         |
| 12회 | 3월 11일 | 4.8%        | 이수지 | 나르샤         |
| 13회 | 3월 18일 | 4.3%        | 뮤지   | 최현석         |
| 14회 | 3월 25일 | 4.2%        | 권혁수 | 장위안         |
| 15회 | 4월 1일  | 4.1%        | 홍서범 | 손준호, 도경완 |

## 결방 사유
- 2017년 9월 30일 : 뮤직뱅크 월드 투어 in 자카르타 두번째 공연 녹화 방송으로 결방되었다.
- 2017년 10월 7일 : 추석특집 2부작 건반 위의 하이에나 편성으로 결방되었다.